# Hypocysta tenuisquamosa
Hypocysta tenuisquamosa är en fjärilsart som beskrevs av James John Joicey och Talbot 1922. Hypocysta tenuisquamosa ingår i släktet Hypocysta och familjen praktfjärilar. Inga underarter finns listade i Catalogue of Life.